# Ритмы Апшерона (фильм, 1970)
Ритмы Апшерона (азерб. Abşeron ritmləri) — советский мюзикл в формате фильм-концерт 1970 года производства киностудии Азербайджанфильм.

## Синопсис
Фильм-концерт был посвящён празднику Новруз-байрам, где выступали звёзды советской и азербайджанской сцены. Фильм-концерт был снят по заказу ЦТ СССР. В 2012 году фильм-концерт был отреставрирован в стандарте HD.

## В фильме поют и танцуют
- Рашид Бейбутов
- Муслим Магомаев
- Зейнаб Ханларова
- ВИА Гая
- Флора Керимова
- Октай Агаев
- Рафига Ахундова
- Владимир Плетнёв
- Рафик Бабаев (совместно со своим квартетом)
- Азербайджанский Государственный Ансамбль песни и танца
- Полад Бюль-Бюль оглы
- Алия Рамазанова
- Рамиз Мамедов